# 부여 정림사지
부여 정림사지(扶餘 定林寺址)는 대한민국 충청남도 부여군 부여읍 동남리에 있는 백제의 사찰 터이다. 1983년 3월 26일 대한민국의 사적 제301호로 지정되었다.
가람배치는 전형적인 일탑식(一塔式) 배치로, 남쪽에서 북쪽으로 중문(中門)·석탑(石塔)·금당(金堂)·강당이 일직선상에 세워져 있고, 주위를 회랑(回廊)으로 구획지었다. 국보 제9호인 정림사지 오층석탑과 보물 제108호인 부여 정림사지 석조여래좌상 등의 유물이 남아 있다. 2015년 7월 4일 독일 본에서 열린 제39차 유네스코 세계유산위원회(WHC)에서 백제역사유적지구(총 8개의 유적지들 중 공주지역에 2곳(공산성, 송산리 고분군), 부여 4곳(관북리 유적 및 부소산성, 능산리 고분군, 정림사지, 부여 나성))가 세계 유산 등재 심사를 최종 통과했다. 이번 세계 유산 등재는 충청권에서는 최초로 선정되었다.

## 개요
백제가 부여로 도읍을 옮긴 시기(538-660)의 중심 사찰이 있던 자리다. 발굴조사 때 강당터에서 나온 기와에서 ‘태평 8년 무진 정림사 대장당초(太平八年 戊辰 定林寺 大藏唐草)’라는 글이 발견되어, 고려 현종 19년(1028) 당시 정림사로 불렀음을 알 수 있다. 즉 고려시대에 백제사찰의 강당위에 다시 건물을 짓고 대장전이라 했던 것으로 보인다.
정림사의 주요 건물 배치는 중문, 오층석탑, 금당, 강당에 이르는 중심축선이 남북으로 일직선상에 놓이고, 건물을 복도로 감싸고 있는 배치를 하고 있다. 그러나 특이하게 가람 중심부를 둘러싼 복도의 형태가 정사각형이 아닌, 북쪽의 간격이 넓은 사다리꼴 평면으로 되어있다.
발굴조사에서 드러난 중문 앞의 연못이 정비되어 있고, 석불좌상을 보호하기 위한 건물은 1993년에 지어졌다. 백제 때에 세워진 5층석탑(국보 제9호)과 고려시대에 만들어진 석불좌상(보물 제108호)이 남아 있다. 출토유물로는 백제와 고려시대의 장식기와를 비롯하여 백제 벼루, 토기와 흙으로 빚은 불상들이 있다.

## 같이 보기
- 부여 정림사지 오층석탑 - 국보 제9호
- 부여 정림사지 석조여래좌상 - 보물 제108호

## 참고 문헌
- 부여 정림사지 - 국가유산청 국가유산포털